# Adriano Lanza
Adriano Riccardo Luigi Lanza (Torino, 4 gennaio 1884 – Torino, 28 febbraio 1975) è stato un pentatleta italiano.

## Biografia
Nato nel 1884, a 36 anni partecipò ai Giochi olimpici di Anversa 1920, terminando la gara al 22º posto, con 91 punti (vinceva l'atleta con il minor punteggio), nello specifico 21 nell'equitazione, 19 nella scherma, 11 nel tiro, 21 nel nuoto e 19 nella corsa.
Morì nel 1975, a 91 anni.